# Helcystogramma simplex
Helcystogramma simplex is een vlinder uit de familie tastermotten (Gelechiidae). De wetenschappelijke naam van deze soort is voor het eerst geldig gepubliceerd in 1900 door Walsingham.
De soort komt voor in tropisch Afrika.